# Lejwana
Lejwana est une ville du Botswana.